# Mootikere, Arsikere
Mootikere là một làng thuộc tehsil Arsikere, huyện Hassan, bang Karnataka, Ấn Độ.